# Sonseed
I Sonseed erano una band cristiana di musica pop, formata presso la Chiesa di Nostra Signora del Perpetuo Soccorso a Brooklyn, New York, nell seconda metà degli anni '70.
Il gruppo era formato da Sal Polichetti (basso, voce); sua moglie Patricia Costagliola (tastiere, voce), Frank Franco (chitarra, voce); Kevin McGillen (backup vocals) e Nicky Sciarra (batteria).
Il loro unico album, First Fruit, è stato pubblicato nel 1983. Polichetti ha anche annunciato che nell'estate del 2009 i Sonseed avrebbero pubblicato un CD con la casa Arena Rock Records che include selezioni dall'originale primo album.
Nicky Sciarra diventò responsabile di zona della Community Board 7 in Sunset Park, Brooklyn. Morì nel 1993, apparentemente soffocato da un sandwich di formaggio salato.
La band tornò alla ribalta nel 2008, quando una registrazione di una loro esibizione della canzone Jesus Is a Friend of Mine, tratta da uno spettacolo religioso TV, è apparso sul blog Dougsploitation, e successivamente è diventata una hit di YouTube, dove ha generato parecchie parodie. Polichetti ha anche eseguito il brano Live at the Bowery Poetry Club di New York City il 14 novembre 2009, con la ska-band swing Tri-State Conspiracy.